# 瓦布利亞 (布恰區)
50°35′22″N 29°51′39″E / 50.58944°N 29.86083°E
瓦布利亞（烏克蘭語：Вабля）是位於烏克蘭北部的村莊，由基辅州布恰区的博罗江卡市镇負責管轄。該村面積10平方公里，海拔高度144米，2001年人口235，人口密度每平方公里23.5人。